# Democracia directa en España
La democracia directa en España, mediante la cual la soberanía nacional es ejercida directamente por el pueblo (denominándose por ello pueblo soberano) en una asamblea, está prevista en la Constitución española en la forma de referéndum y de iniciativa legislativa popular.

## Historia

### Constitución de 1931
En la Constitución de 1931 se podía forzar un referéndum de derogación de leyes a partir de la iniciativa del 15% del censo, y la iniciativa legislativa popular no tenía limitaciones en su aplicación.

### Constitución de 1978
La Constitución Española en su artículo 1.2 establece que "la soberanía nacional reside en el pueblo español, del que emanan los poderes del Estado, y en su artículo 23.1 que "los ciudadanos tienen el derecho a participar en los asuntos públicos, directamente o por medio de representantes".
El artículo 92 solo permite referendums consultivos, por lo que los vinculantes quedan explícitamente prohibidos, excepto para la reforma constitucional. En este último caso, solo en caso de la reforma de una parte muy pequeña de la Constitución es obligatorio convocar un referéndum vinculante (art. 168).
Solo tres referéndum a nivel nacional se han celebrado desde la aprobación de la Constitución: el exigido para su ratificación en 1978, el de acceso a la OTAN, que fue consultivo, pero no vinculante y el consultivo sobre el Tratado de Constitución Europea de 2005.
A nivel local, el Tribunal Supremo autorizó el referéndum municipal de Almuñécar sobre el Plan General de Ordenación Urbana (PGOU), estimando así un recurso del Ayuntamiento contra el acuerdo del Consejo de Ministros de septiembre de 2006 que le denegó la autorización para celebrarlo.
La única herramienta de democracia directa acogida en la Constitución es la Petición Colectiva Legislativa (art. 87 y Ley Orgánica de la Iniciativa Legislativa Popular). Tras la recogida de 500.000 firmas los promotores de la iniciativa solo pueden proponer al Congreso de los Diputados su discusión. El parlamento no está obligado a ofrecer una contrapropuesta a la iniciativa, ni los promotores de esta pueden defenderla en ese foro El proceso finaliza sin que se convoque un referéndum posterior para consultarlo a los ciudadanos.

## Parlamentos autonómicos
El Parlamento asturiano ha aprobado tomar en consideración una propuesta defendida por IU y "proveniente de la ciudadanía" para remitir a las Cortes Generales la reforma de la Constitución de tal modo que se mejoren los instrumentos de democracia directa ya contenidos en la norma. La iniciativa ha contado con el apoyo del grupo parlamentario del PSOE y del diputado del Grupo Mixto y portavoz de UPyD, Ignacio Prendes. En la propuesta se abogaba por modificar tres artículos de la Constitución, el primero el que tiene que ver con las iniciativas populares proponiendo que las mismas puedan abordar cualquier tipo de ley; el segundo el que tiene que ver con los referéndums para que los mismos pasen de ser consultivos a vinculantes y la tercera modificación pasaría por poder reformar la Constitución a través de una iniciativa legislativa popular.

## Estudios
Un estudio de Carlos Sanz para el Banco de España concluye que la democracia directa en España llevaría a un “menor tamaño” del gobierno local, reduciendo, al mismo tiempo, el gasto público en alrededor de un 8%, ya que "la democracia directa permite a los votantes imponer un menor gasto en intereses particulares".

## Propuestas e iniciativas

### Iniciativas para participar directamente en las votaciones a través de Internet
Algunos ciudadanos registraron en las Cortes Generales solicitudes para participar directamente en las votaciones a través de Internet.

### Reforma13
El 8 de mayo de 2013 los abogados suizos Daniel Ordás y Juan Cortizo presentaron su proyecto de #reforma13 en la página web www.reforma13.es, en el que proponen la introducción de un modelo de democracia directa con listas abiertas y políticos milicianos además de un cambio en el sistema electoral para el Congreso de los Diputados, el Senado y el Gobierno.

## Partidos políticos que proponen democracia directa
Este es un listado de los partidos políticos que proponen democracia directa para España.
- Confederación Pirata[9]
- Democracia Directa Digital.[10]
- Partido da Terra.[11]
- Partido de Internet.[12]
- Partido X.[13]